# Cabrer (équitation)
Pour les articles homonymes, voir Cabrer (homonymie).

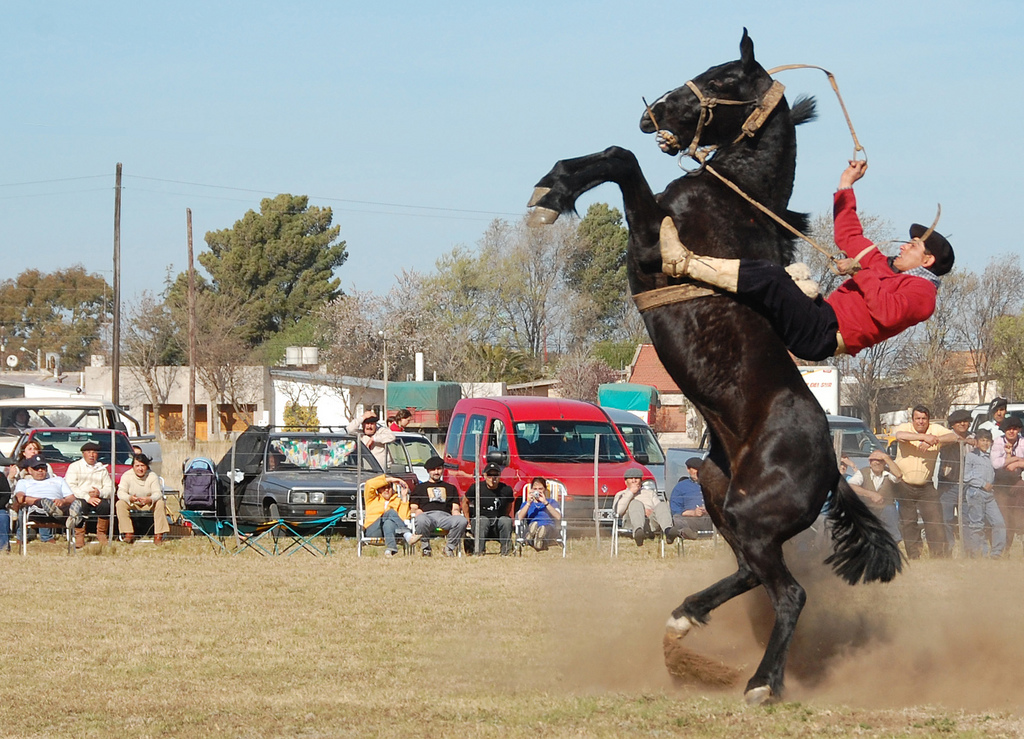
Un cheval qui se cabre et désarçonne son cavalier.

Le cabrer est un mouvement dans lequel le cheval se dresse sur ses membres postérieurs pour se mettre et se tenir debout ou pour se défendre.